# ولاية قندوز
ولاية کندز (کندز وقندوز: بالبشتو والفارسية) من إحدى الولايات الـ 34 بأفغانستان تقع شمالي البلاد، عاصمتها مدينة قندوز وسکانها زهاء 820000 ومساحتها تبلغ 8040 کيلو متر مربع.
کلمة کندز مأخوذة من اللغة الفارسية وهي «کهندژ» تعني القلعة العتيقة بالعربية.
تبعد مدينة کندز 325 كم من العاصمة کابول وهي ذات مناخ بارد في الشتاء وحار جداً فی الصيف. يقع مطار کندوز 9 کيلو مترات جنوبي المدينة حيث تتواجد قاعدة عسکرية ألمانية ضمن فريق إعادة الإعمار الإقليمي. تعد کندز من الأقاليم الحدودية وتم تدشين جسر الصداقة الذي يربط الإقليم بطاجيکستان المجاورة علی بعد 65 کيلو متر بـ ميناء شيرخان في الأونة الأخيرة مما فتح الطريق أمام عبور قوافل تجارية من وإلی جمهورية طاجيکستان.
يتحدث سکان کندز اللغات البشتو، الفارسية، الترکمانية والأوزبکية. ينحدر قلب الدين حکمتيار زعيم الحزب الإسلامي السابق بأفغانستان من مديرية إمام صاحب بکندز.
تعرّضت کندز لغارة جوية من قبل حلف الناتو فی 04 سبتمبر 2009 والتي أدت إلی مقتل 90 وجرح عشرات آخرين. يقال أن مقاتلي طالبان قاموا بخطف صهريجين للنفط قرب مديرية أرشي وقاموا بتوزيعه للسکان المحليين مجاناً وتعرضوا للقصف الجوي بغارتين ونتيجة لشدة القصف تبعثرت أشلاء بعض الضحايا في المكان فتم جمعها ودُفنت في القبر الجماعي.
کانت کندز من المحافظات الآمنة نسبيّاً بعد انهيار نظام طالبان في 2001 ولکن بعد موافقة طاجيکستان وأوزبكستان علی إرسال المواد اللوجستية وغير القتالية للقوات الدولية المتمرکزة في أفغانستان في منتصف 2009 عبر ميناء شيرخان، تدهور الأمن والأمان فی الولاية بشکل ملحوظ وتسلّل عناصر طالبان إليها تسبب في نشوب قتال ومقاومة شرسة بين عناصر الحرکة من جهة والقوات الأفغانية والجنود الألمان من جهة أخری.
تتواجد بکندز قاعدة عسکرية للقوات الألمانية تحت قيادة الناتو أو ما يُعرف بالفريق الإقليمي لإعادة الإعمار. يحکم کندز الوالي محمد عمر.
في 2 أبريل 2018 استهدفت مروحيات الجيش الأفغاني المدرسة الإسلامية الهاشمية في سوق دفتاني بمديرية «دشت آرتشي» وهي مدرسة قرآنية أدّت إلى مقتل 100 شخص وإصابة 50 آخرين وأن معظم الضحايا من الأطفال.

## المديريات
مدينة کندز، إمام صاحب، قلعة ذال، شهاردرة، علی آباد، خان آباد وأرشي.